# Polygonanthus
Polygonanthus es un género de plantas con dos especies perteneciente a la familia  Anisophylleaceae.

## Taxonomía
El género fue descrito por Adolpho Ducke y publicado en Notizblatt des Botanischen Gartens und Museums zu Berlin-Dahlem 11: 345. 1932.  La especie tipo es: Polygonanthus amazonicus

## Especies
- Polygonanthus amazonicus
- Polygonanthus punctulatus